# Sudan na Mistrzostwach Świata w Lekkoatletyce 2009
Sudan na Mistrzostwach Świata w Lekkoatletyce 2009 – reprezentacja Sudanu podczas czempionatu w Berlinie liczyła 8 zawodników, z których żaden nie awansował do finału.

## Występy reprezentantów Sudanu

### Mężczyźni
| Konkurencja    | Zawodnik              | Eliminacje | Eliminacje | Półfinał      | Półfinał      | Finał         | Finał         |
| Konkurencja    | Zawodnik              | Wynik      | Poz.       | Wynik         | Poz.          | Wynik         | Poz.          |
| -------------- | --------------------- | ---------- | ---------- | ------------- | ------------- | ------------- | ------------- |
| Bieg na 400 m  | Rabah Yousif          | 45,55 PB   | 15.        | 45,63         | 16.           | Nie awansował | Nie awansował |
| Bieg na 400 m  | Nagmeldin Ali Abubakr | 46,48      | 36.        | Nie awansował | Nie awansował | Nie awansował | Nie awansował |
| Bieg na 800 m  | Abubaker Kaki Khamis  | 1:46,41    | 8.         | NU            |               | Nie awansował | Nie awansował |
| Bieg na 800 m  | Ismail Ahmed Ismail   | 1:47,20    | 21.        | NU            |               | Nie awansował | Nie awansował |
| Bieg na 1500 m | Abdalla Abdelgadir    | 3:47,78    | 43.        | Nie awansował | Nie awansował | Nie awansował | Nie awansował |

### Kobiety
| Konkurencja                   | Zawodniczka   | Eliminacje | Eliminacje | Półfinał       | Półfinał       | Finał          | Finał          |
| Konkurencja                   | Zawodniczka   | Wynik      | Poz.       | Wynik          | Poz.           | Wynik          | Poz.           |
| ----------------------------- | ------------- | ---------- | ---------- | -------------- | -------------- | -------------- | -------------- |
| Bieg na 400 m                 | Nawal El Jack | NU         |            | Nie awansowała | Nie awansowała | Nie awansowała | Nie awansowała |
| Bieg na 3000 m z przeszkodami | Durka Mana    | 9:52,90    | 37.        |                |                | Nie awansowała | Nie awansowała |

| Konkurencja | Zawodniczka   | Kwalifikacje | Kwalifikacje | Finał          | Finał          |
| Konkurencja | Zawodniczka   | Wynik        | Poz.         | Wynik          | Poz.           |
| ----------- | ------------- | ------------ | ------------ | -------------- | -------------- |
| Trójskok    | Yamilé Aldama | 14,11        | 13.          | Nie awansowała | Nie awansowała |